# Clinopodium brevicalyx
Clinopodium brevicalyx — вид квіткових рослин з родини глухокропивових (Lamiaceae).

## Біоморфологічна характеристика
Багаторічна трав'яниста рослина. Кущик до 50 см заввишки. Листки дуже ароматні. Віночок білий.

## Поширення
Ендемік Перу.
Населяє відкриті кам'янисті схили.

## Синоніми
- Micromeria brevicalyx (Epling) R.Morales
- Satureja brevicalyx Epling